# روشن بینی (فیلم ۱۹۸۲)
«روشن بینی» (انگلیسی: The Clairvoyant (1982 film)) یک فیلم است که در سال ۱۹۸۲ منتشر شد. از بازیگران آن می‌توان به پری کینگ، کنت مک‌میلان، جاون پالیتو، و جو مورتون اشاره کرد.(خلاصه فیلم) پس از اینکه جسد زن مقتول، برهنه و با دستبند، در حال شناور شدن در رودخانه هادسون در نیویورک پیدا می‌شود، یک رشته قتل توسط یک قاتل زنجیره‌ای نادیده رخ می‌دهد که مردان را قبل از کشتن با دستبند زدن به آنها می‌کشد. مک، مجری برنامه گفتگوی تلویزیونی، و لری، کارآگاه پلیس، با هم متحد می شوند تا قاتل را پیدا کنند و از ویرنا، یک هنرمند جوان باهوش، که قبل از وقوع قتل ها تصوراتی را ترسیم می کند، کمک می گیرند. در حالی که مک و لری سعی می کنند بین قربانیان و اولین قربانی زن ارتباط برقرار کنند، که ممکن است با همه قربانیان مرد رابطه جنسی داشته باشد، دیدگاه های بعدی ویرنا شروع به نشان دادن او به عنوان قربانی بعدی می کند زیرا او ناخودآگاه به ماجرای قاتل نزدیک می شود. هویت.